# المولى (أسماء الله الحسنى)
المولى هو اسم من أسماء الله الحسنى، وهو قريب من معنى الولي ومعناه: المتولي للأمر والقائم به، نصير المؤمنين وظهيرهم.

## وروده في القرآن الكريم
ورد في القرآن الكريم عدة مرات منها :
- قال تعالى:﴿وَإِنْ تَوَلَّوْا فَاعْلَمُوا أَنَّ اللَّهَ مَوْلَاكُمْ نِعْمَ الْمَوْلَى وَنِعْمَ النَّصِيرُ ۝٤٠﴾ سورة الأنفال:40
- قال تعالى:﴿وَجَاهِدُوا فِي اللَّهِ حَقَّ جِهَادِهِ هُوَ اجْتَبَاكُمْ وَمَا جَعَلَ عَلَيْكُمْ فِي الدِّينِ مِنْ حَرَجٍ مِلَّةَ أَبِيكُمْ إِبْرَاهِيمَ هُوَ سَمَّاكُمُ الْمُسْلِمِينَ مِنْ قَبْلُ وَفِي هَذَا لِيَكُونَ الرَّسُولُ شَهِيدًا عَلَيْكُمْ وَتَكُونُوا شُهَدَاءَ عَلَى النَّاسِ فَأَقِيمُوا الصَّلَاةَ وَآتُوا الزَّكَاةَ وَاعْتَصِمُوا بِاللَّهِ هُوَ مَوْلَاكُمْ فَنِعْمَ الْمَوْلَى وَنِعْمَ النَّصِيرُ ۝٧٨﴾ سورة الحج:78
- قال تعالى:﴿ذَلِكَ بِأَنَّ اللَّهَ مَوْلَى الَّذِينَ آمَنُوا وَأَنَّ الْكَافِرِينَ لَا مَوْلَى لَهُمْ ۝١١﴾ سورة محمد:11

## في السنة النبوية
- عن زيد بن أرقم عن النبي قال:[2]| المولى (أسماء الله الحسنى) | اللَّهُمَّ آتِ نَفْسِى تَقْوَاهَا وَزَكِّهَا أَنْتَ خَيْرُ مَنْ زَكَّاهَا أَنْتَ وَلِيُّهَا وَمَوْلاَهَا | المولى (أسماء الله الحسنى) |
- عن البراء بن عازب:[3] أن أبا سفيان قال يوم أحد:«إِنَّ لَنَا الْعُزَّى وَلاَ عُزَّى لَكُمْ» ، فَقَالَ النَّبِيُّ ﷺ: «أَلاَ تُجِيبُوا لَهُ؟» قَالُوا:«يَا رَسُولَ اللهِ مَا نَقُولُ؟» قَالَ: «قُولُوا اللهُ مَوْلاَنَا وَلاَ مَوْلَى لَكُمْ».

## الأقوال في معناه
- قال الطبري [4] في تفسير قوله تعالى:﴿أَنتَ مَوْلاَنَا فَانصُرْنَا عَلَى الْقَوْمِ الْكَافِرِينَ﴾  من سورة البقرة : 286 :«أنت ولينا بنصرك، دون من عاداك وكفر بك، لأنا مؤمنون بك ومطيعون فيما أمرتنا ونهيتنا، فأنت ولي من أطاعك وعدو من كفر بك فعصاك، فانصرنا لأنا حزبك، على القوم الكافرين الذين جحدوا وحدانيتك وعبدوا الآلهة والأنداد دونك، وأطاعوا في معصيتك الشيطان، والمولى في هذا الموضع المفعل، من ولي فلان أمر فلان فهو يليه ولاية وهو وليه ومولاه.»
- قال ابن الأثير:[5] «وقد تكرر ذكر المولى في الحديث وهو اسم يقع على جماعة كثيرة فهو الرب والمالك والسيد والمنعم والمعتق والناصر والمحب والتابع والجار وابن العم والحليف والعقيد والصهر والعبد والمعتق والمنعم عليه وأكثرها قد جاءت في الحديث فيضاف كل واحد إلى ما يقتضيه الحديث الوارد فيه وكل من ولى أمرا أو قام به فهو مولاه ووليه وقد تختلف مصادر هذه الأسماء فالولاية بالفتح في النسب والنصرة والمعتق والولاية بالكسر في الإمارة والولاء المعتق والموالاة من والى القوم»
- قال الخطابي[6]:«والولي أيضاً المتولي للأمر والقائم به، كولي اليتيم، وولي المرأة في عقد النكاح عليها، وأصله من الولي، وهو القرب»
- وقال أبو إسحاق الزجاج:[7]«الولي هو فعيل، من الموالاة، والولي: الناصر وقال الله تعالى: ﴿اللّهُ وَلِيُّ الَّذِينَ آمَنُواْ يُخْرِجُهُم مِّنَ الظُّلُمَاتِ إِلَى النُّوُرِ﴾ سورة البقرة:257، وهو تعالى وليهم بأن يتولى نصرهم وإرشادهم، كما يتولى ذلك من الصبي وليه، وهو يتولى يوم الحساب ثوابهم وجزاءهم»
- قال الطبري في تفسير قوله ﴿اللّهُ وَلِيُّ الَّذِينَ آمَنُواْ﴾:[8]«نصيرهم وظهيرهم، يتولاهم بعونه وتوفيقه»

## الفرق بين الولي والمولى
قال أبو هلال العسكري:
| المولى (أسماء الله الحسنى) | أَن الوَلِيَّ: يجْرِي فِي الصّفة على المُعَان والمُعِين تَقولُ: "اللهُ وَلِيُّ المؤمنين" ؛ أَي: مُعِينُهُم , و"المُؤمنُ وليُّ الله" , أَي: المُعانُ بنصر الله عز وَجل. وَيُقَال أَيْضًا: "المُؤمنُ وَلِيُّ الله" ؛ وَالْمرَاد أَنه نَاصِرٌ لأوليائه وَدينه , وَيجوز أَن يُقَال: "اللهُ وليُّ المؤمنين" ؛ بِمَعْنى أَنه يَلِي حفظَهم وكلاءتَهم ؛ كوَلِيِّ الطِّفْل الْمُتَوَلِّي شَأْنَهُ. وَيكون الوَلِيُّ على وَجوه , مِنْهَا: - "وليُّ المُسلم" الَّذِي يلْزمه الْقيام بِحقِّهِ إِذا احْتَاجَ إليه , وَمِنْهَا - "الوَلِيُّ الحليف" المعاقدُ , وَمِنْهَا - "وليُّ الْمَرْأَة" الْقَائِم بأمرها , ومنها - "وليُّ الْمَقْتُول" الَّذِي هُوَ أَحَق بالمطالبة بدمه. وأصل الْوَلِيِّ جَعْلُ الثَّانِي بعد الأَوَّل ِمن غير فَصْلٍ , من قَوْلهم هَذَا يَلِي ذَاكَ وَلْيًا , و"وَلّاهُ اللهُ" كَأَنَّهُ يَلِي أمرَهُ ولم يَكِلْهُ إِلَى غَيره , و"ولّاه أمرَهُ" وَكَلَهُ إِلَيْهِ ؛ كأنه جعله بِيَدِهِ , و"تَوَلَّى أَمْرَ نَفسِهِ" قَامَ من غير وسيطة , و"وَلَّى عَنهُ" خلافُ "والى إِلَيْهِ" , و"والى بَين رمْيتين" جعلَ إِحْدَاهمَا تلِي الأخرى , وَ"الْأَوْلَى" هُوَ الَّذِي الْحِكْمَةُ إليه أَدْعَى. وَيجوز أَن يُقَال: معنى "الْوَلِيِّ" أَنه يحب الْخَيْر لوَلِيِّهِ , كَمَا أَن معنى الْعَدُوِّ أَنه يُرِيد الضَّرَرَ لعَدوِّه. والمَوْلى على وُجُوهٍ: هُوَ السَّيِّدُ , والمملوكُ , والحليفُ , وَابْنُ العمِّ , وَالأَولَى بالشَّيْء , والصَّاحِبُ , وَمِنْه قَول الشَّاعِر: وَلَسْتُ بِمَوْلَى سَوْأَةٍ أُدْعَى لَهَافَإِنَّ لِسَوْآتِ الْأُمُور مَوَالِيَا أَي: صَاحب سوأة. وَتقولُ: "الله مولى الْمُؤمنِينَ" ؛ بِمَعْنى أَنه مُعينُهم , وَلَا يُقَال: "إِنَّهُم مواليه" ؛ بِمَعْنى أنهم مُعينو أوليائه , كَمَا تَقول "إِنَّهُم أولياؤه" بِهَذَا الْمَعْنى | المولى (أسماء الله الحسنى) |